# Источна Фландрија
Источна Фландрија је покрајина у фламанском региону, једном од три Белгијска региона. Граничи се са Холандијом, покрајном Антверпен, Фламанским Брабантом, провинцијом Ено и Западном Фландријом. Главни град је Гент, а други важни градови су Кортрајк на југу и Остенде на мору. Регија обухвата 2,991 кm² и подељена је у шест административна дистрикта, који садрже 65 општина.

## Историја
Током краткотрајног Наполеоновог царства, већи део данашње покрајине Источна Фландрија је био део Департмана Еско, који је добио име по реци Еско (Шелда). Након пораза Наполеона, ентитет је преименован по географској локацији у источном делу историјске Фландрије; мада се провинција у ствари налази у западном делу Фландрије, у савременом значењу речи.
На покрајинској застави се налази црни лав са црвеним језиком и канџама, на позадини сачињеној од хоризонталних белих и зелених трака. Ово је скорашња адаптација; раније је Источна Фландрија користила фламанску заставу, црног лава на жутој позадини, као у тренутном грбу. Стара застава је и даље у јавној употреби, на пример у знаковима на путу.